# Litargus latus
Litargus latus is een keversoort uit de familie boomzwamkevers (Mycetophagidae). De wetenschappelijke naam van de soort werd in 1900 gepubliceerd door Antoine Henri Grouvelle.